# إزالة اصفرار البلاستيك

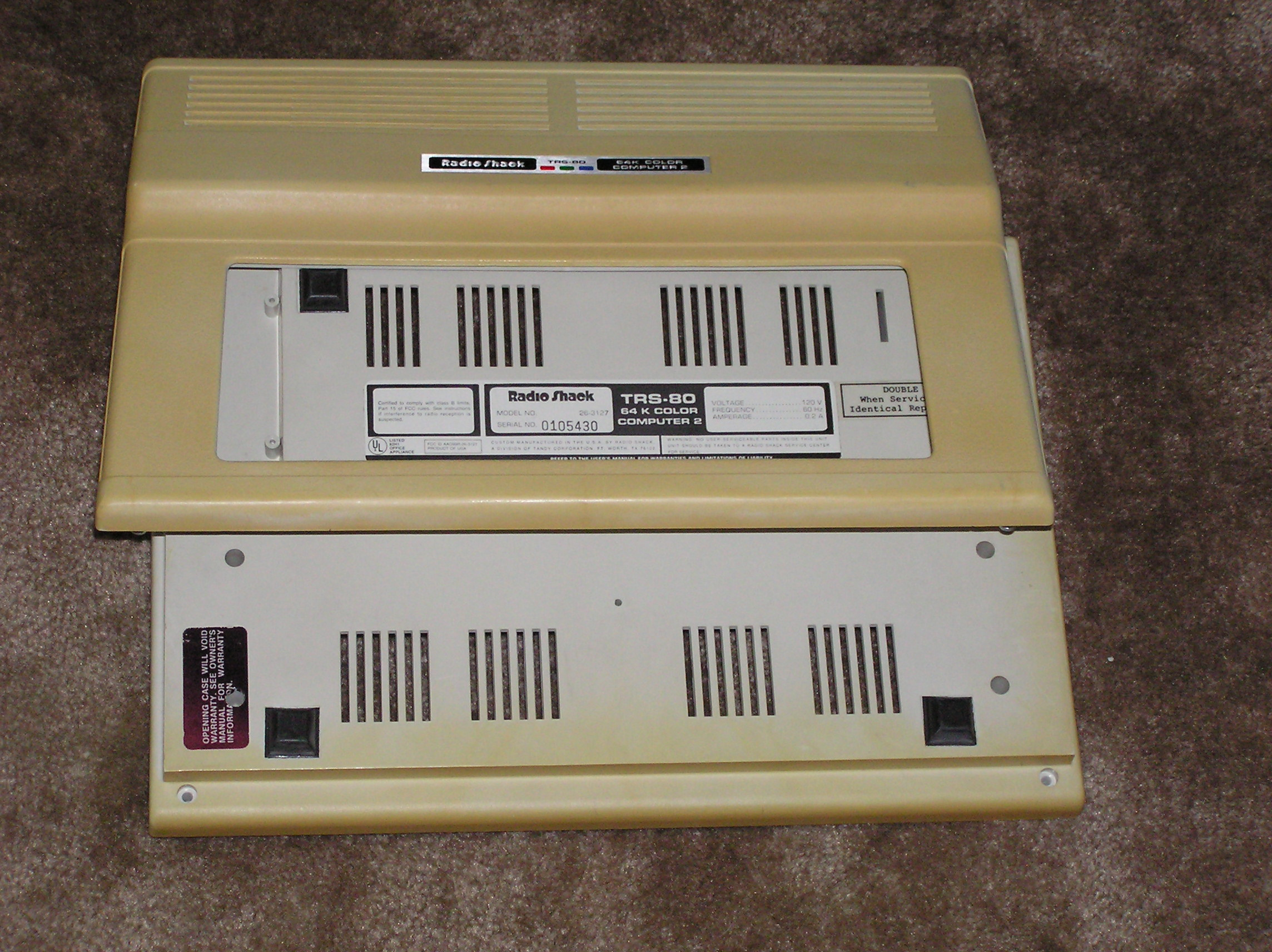
جهاز كمبيوتر ملون TRS-80 يظهر اصفرارًا كبيرًا

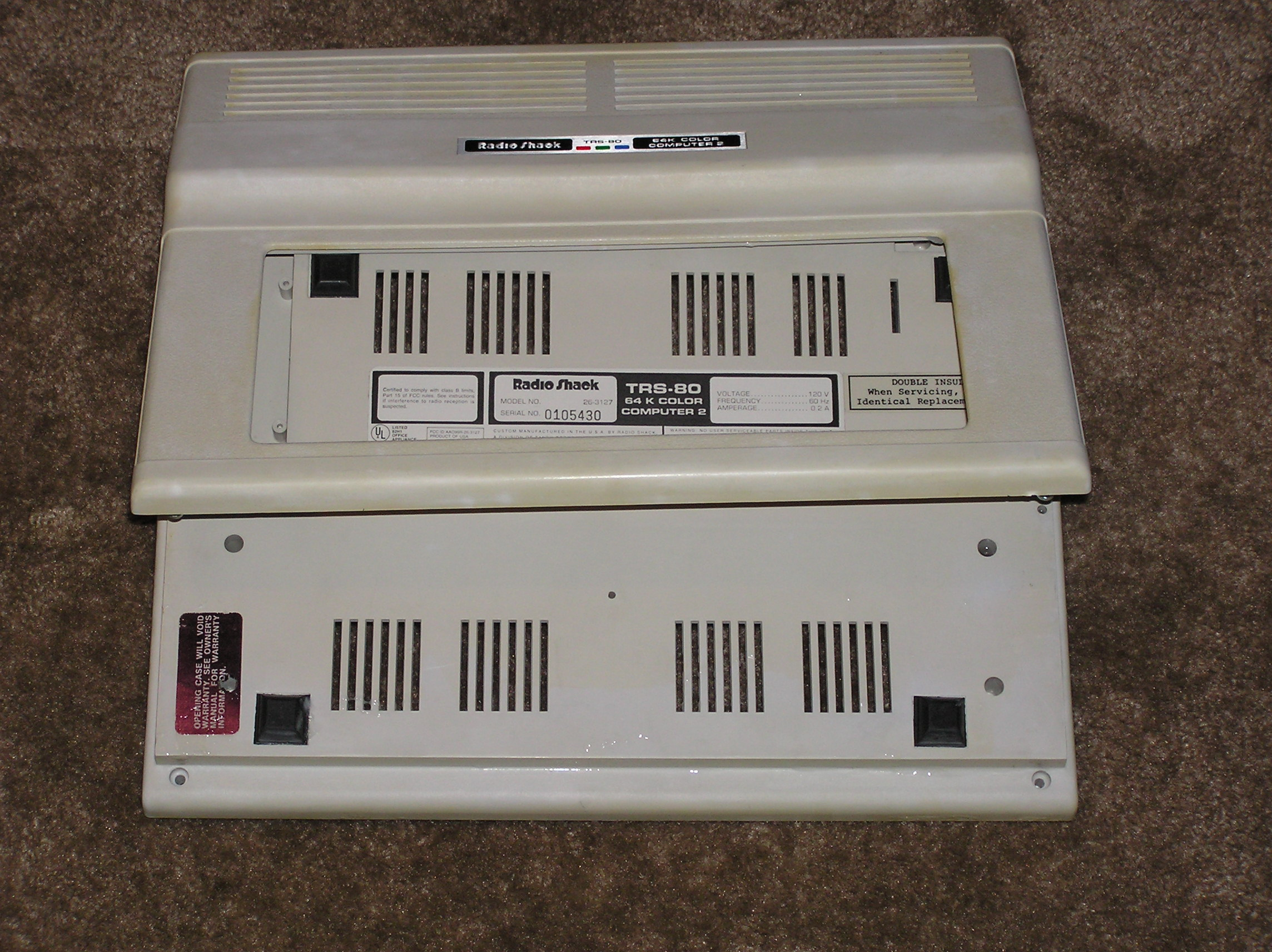
نفس الكمبيوتر بعد العلاج، يبدو انه عاد الى لونه الطبيعي

Retrobright (يُسمى ايضا retr0bright أو Retrobrite  ) باللغة العربية تسمى (إزالة اصفرار البلاستيك) هي عملية تعتمد على بيروكسيد الهيدروجين لإزالة الاصفرار من بلاستيك ABS وارجاعه الى لونه الاصلي.
يحدث الاصفرار في بلاستيك ABS عندما يتعرض للأشعة فوق البنفسجية أو الحرارة الزائدة، مما يسبب الأكسدة الضوئية للبوليمرات التي تكسر سلاسل البوليمر وتتسبب في اصفرار البلاستيك وهشاشته مع الوقت. 
هذه الظاهرة لا تقتصر على مظهر غير محبب فحسب، بل قد تدل أيضاً على تدهور تدريجي في جودة البلاستيك نفسه.

## تاريخ
تم اكتشاف إحدى طرق استرجاع اللون الطبيعي للبلاستيك لأول مرة سنة 2007 في منتدى ألماني للحوسبة القديمة،  قبل انتشارها إلى المجتمعات الانجليزية حيث تم تفصيلها بشكل أكبر.    وقد تم تحسين هذه العملية بشكل مستمر منذ ذلك الحين الى يومنا هذا، حيث صار من السهل استخدام العملية حتى في المنازل. 